# Laurent Grivel
Pour les articles homonymes, voir Grivel.
Laurent Grivel est un alpiniste et un forgeron originaire de Courmayeur. Il fabriqua et améliora plusieurs équipements d'alpinisme.

## Biographie
- En 1928, il utilise pour la première fois un piton à expansion comme point d'ancrage pour une ascension.
- En 1932, il ajoute 2 pointes à l'avant aux crampons d'alpinisme, inventant ainsi les crampons modernes à 12 pointes[1],[2].

Il donna son nom à la société d'équipement Grivel Mont-Blanc Sarl.

## Ascensions
- 1927 : Première du Père Éternel à l'aiguille de la Brenva en utilisant pour la première fois un piton à expansion comme point d'ancrage pour une ascension.
- 1928 : Première de l'éperon nord-est de l'Aiguille Blanche de Peuterey, avec Osvaldo Ottoz.
- 1932 : 3e ascension de l'arête de l'Innomée avec Lucien Devies.
- 1938 : première de la face sud-est du Grand Dru, avec M. et Mme A. Frova.